# Прапор П'ядиків
Пра́пор П'ядиків — офіційний символ села П'ядики, Коломийського району Івано-Франківської області, затверджений рішенням сесії сільської ради.
Прямокутне полотнище, яке складається з трьох вертикальних смуг – фіолетовий, жовтий, фіолетовий (співвідношення їхніх ширин рівне 1:2:1).
Жовтий колір означає багатство, хліборобську працелюбність і добробут; фіолетовий – порядність та інтелігентність.
На жовтому полі зображений основний елемент герба – кетяг калини. Прапор може застосовуватися з додатковим горизонтальним кріпленням, як хоругва (застосування в приміщенні).